# Coxova reneta

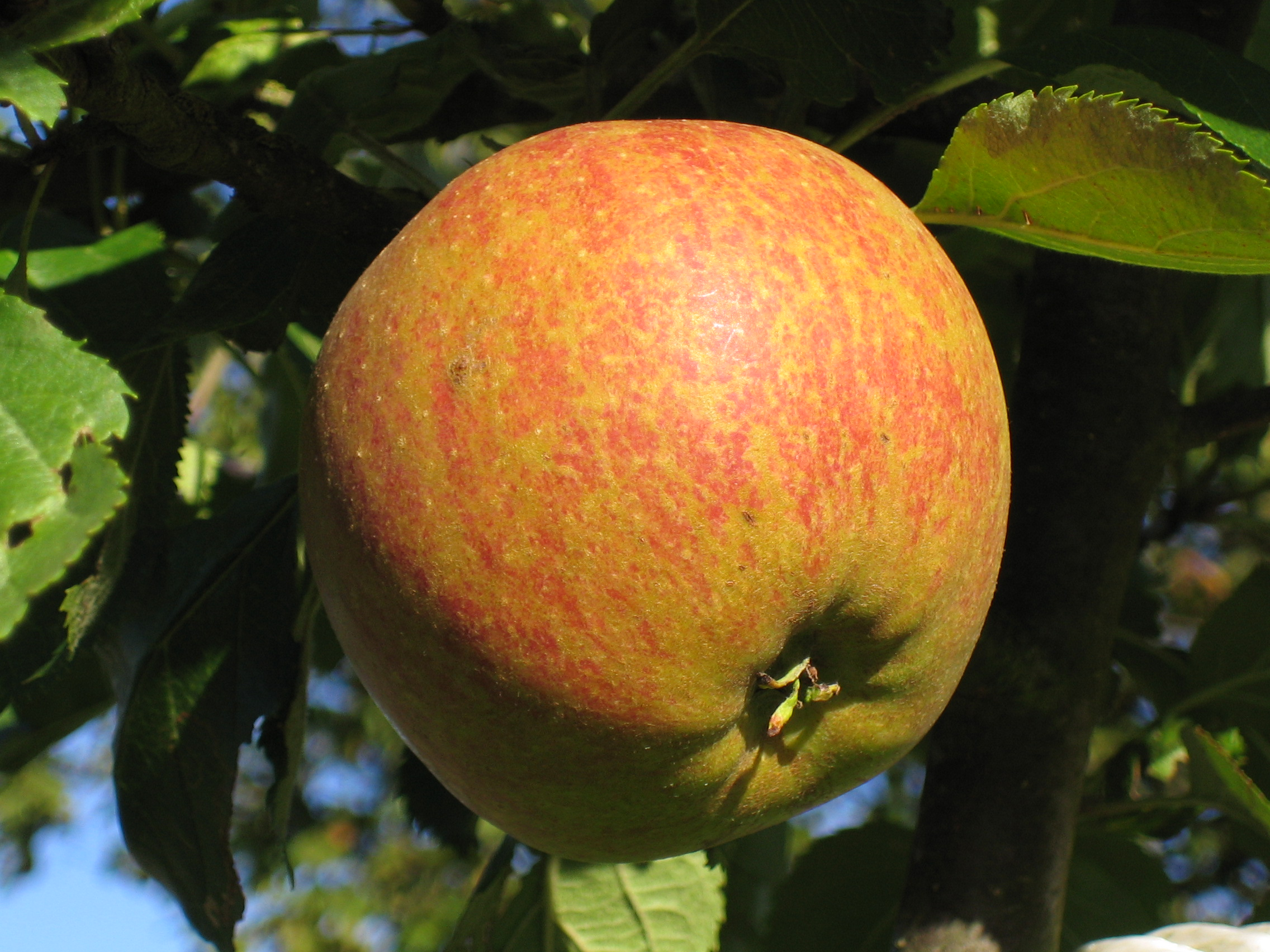
Coxova reneta

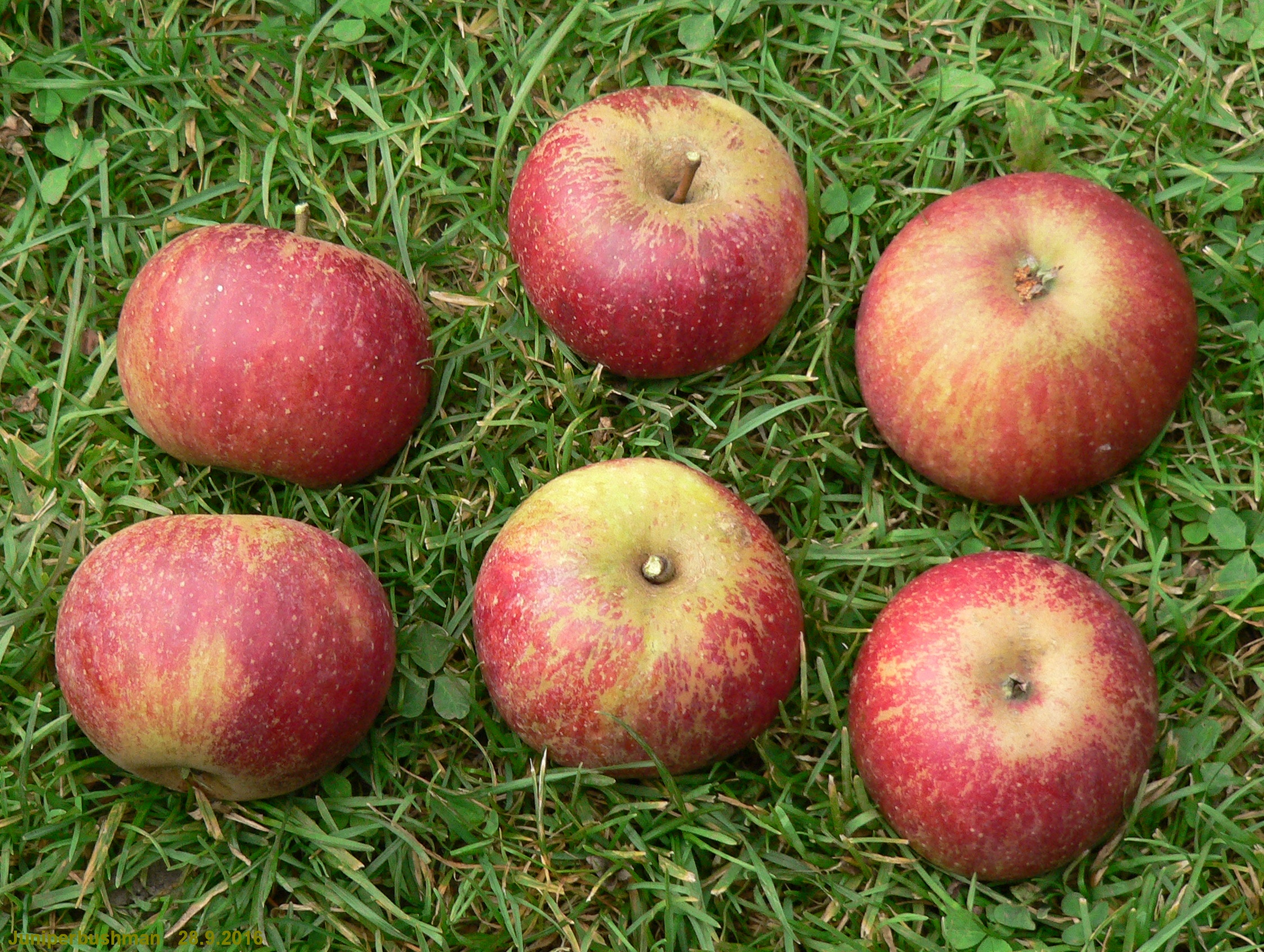
Sklizené plody mutace Cherry Cox

Coxova reneta je odrůda dřeviny jabloň domácí (Malus domestica), rodu jabloň z čeledi růžovitých. Jde o jednu ze starých odrůd jabloní. Je pěstována jako ovocný strom, kultivar je množen vegetativně očkováním a roubováním. Odrůda je dobrým opylovačem. 
Slupka plodů je suchá a matná, základní barva je zelenavě žlutá později zlatožlutá, krycí barva nahnědle červená později oranžově červená. Osluněná část plodu je červená. Plody jsou kulaté až ploše kulovité, aromatické, vhodné pro konzum i na zpracování. Plodnost raná. Sklízí se v polovině září, zraje nejdříve počátkem listopadu. Přepravu snáší dobře.
Na tomto kultivaru jsou často nalézány chiméry nebo částečné chiméry, většina mutací ale není stálá. Za poměrně stálou lze považovat mutaci s názvem Cherry Cox, jejíž plody jsou proti výchozí odrůdě menší, plošší a výrazně rudě červené.
Podle pomologů chuť odrůdy 'Coxova reneta' nebyla nikdy předstižena jinou odrůdou,  dříve byla často pěstovanou odrůdou. Je náročná na skladování i pěstování, plodí středně nebo málo a později jen střídavě. Rychle stárne, namrzá. Bývá napadána chorobami. V teplých polohách trpí silně padlím.

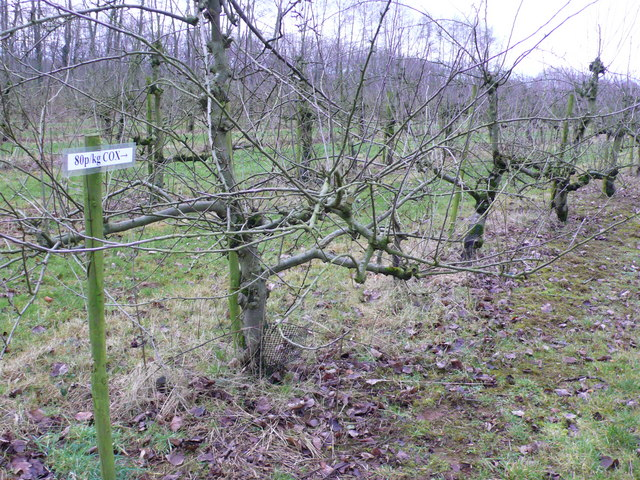
Palmeto na drátěnce v North Perrott.

## Původ
Pochází z výsevu odrůdy 'Ribstonský', roku 1830 ji v Anglii, v Lawn u Baks, nedaleko Londýna, vypěstoval M. R. Cox. V ČR se rozšířila s pěstováním zákrsků. Povolena v roce 1954.

### Synonyma
Dle U.K. National Fruit Collection:

Apelsinnyi renet, Aranciata di Cox, Cos Orange, Cox, Cox Narancs Renet, Cox Orange, Cox Orange Pippin, Cox Orangen Pippin, Cox Orangen Reinette, Cox Orangen Renette, Cox' Orangen, Cox' Orangen-renette, Cox's Orange, Cox's Orange Pepping, Cox's Orange Reinette, Cox's Orange-Peppin, Cox's Orange-Pippeling, Cox's Orangen Pippin, Cox's Orangen Reinette, Cox's Orangen-Reinette, Cox's Pomeranzen Pepping, Cox's Pomeranzen-pepping, Coxova Reneta, Kemp's Orange, Kempe's Orange, Koksa Pomaranczowa, Koksova oranjeva reneta, Orange de Cox, Oranjevii renet, Peppeling Cox Orange, Pomaranczowe Coxa, Reinette Cox's Orangen, Reinette Orange, Reinette Orange de Cox, Renet Coksa, Renet Cox Portocaliu, Renet Coxa, Renet Portocaliu, Reneta Coxa pomaranzowa, Russet Pippin, Verbesserte Muscat Reinette, Verbesserte Muscat-Reinette

## Vlastnosti
Růst silný, v plné plodnosti slabší.  Sklizeň malá až střední. Rychle stárne, namrzá a je náročná na agrotechniku.
Plodnost středně raná, odrůda plodí nejdříve pravidelně později má sklon plodit střídavě. Samosprašná odrůda, je dobrým opylovačem pro pozdně kvetoucí odrůdy. Plod se sklízí se v polovině září, zraje nejdříve počátkem listopadu.

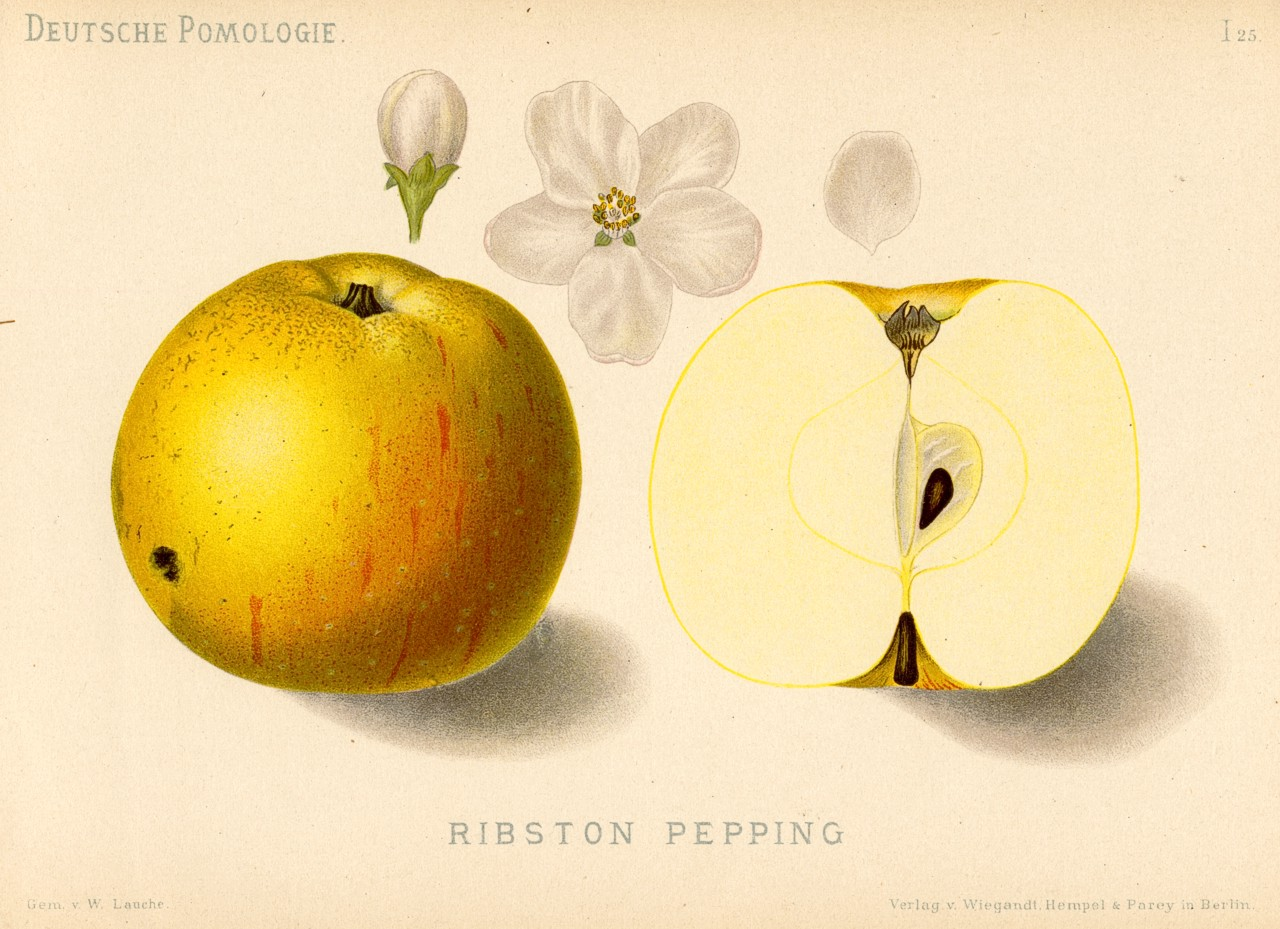

### Nároky
Zřejmě jedna z nejnáročnějších odrůd. Vyžaduje nejlepší podmínky I. – II. zóny, nesnáší studené a příliš vlhké půdy. Nesnáší suché a písčité půdy. V teplých polohách trpí silně padlím.

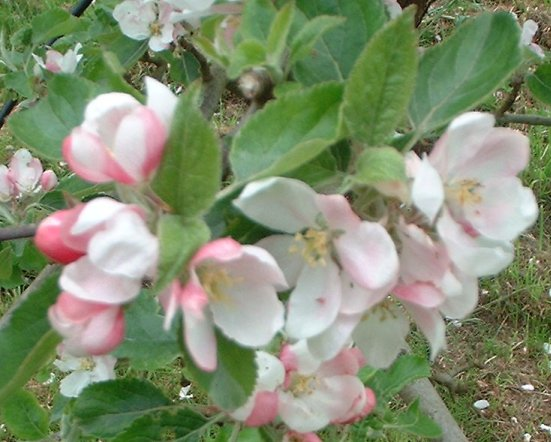
Kvetení.

### Kvetení
Strom je diploidní, a proto se dobře hodí v podstatě pro opylení dalších odrůd. Plody Coxovy renety jsou často partenokarpické, což znamená, že plodí bez opylení. Kvete středně raně, a může být opylovačem odrůd 'Alkmene', 'Golden Delicious', Gloster ','James Grieve ',' Idared ',' Jonathan ','McIntosh' nebo 'Ontario ".

## Květ
Počet květů se pohybuje mezi čtyřmi a devíti se střední hodnotou šest. Květenství je malý ve srovnání s jinými jabloněmi. Jednotlivé květy jsou složeny z pěti středně velkých okvětních lístků. Jsou dlouhé, střední velikosti, kulaté nebo dlouhé oválné.

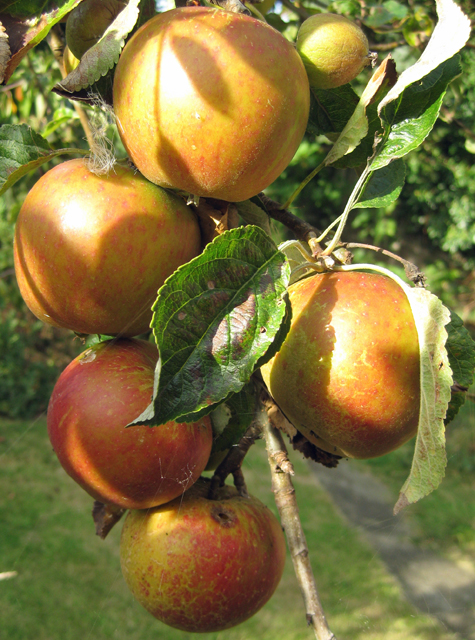
Plody vyrůstají často ve skupinách nebo trsech (je vhodná probírka).

## Plod
Plody jsou střední velikosti ve srovnání s jinými jablky. Mají průměrnou hmotnost 115 g, s hustotou 0,84 g/cm³.
Slupka plodů je suchá a matná, základní barva je zelenavě žlutá později zlatožlutá, až krémové barvy. Krycí barva nahnědle červená později oranžově červená. Osluněná část plodu je červená. Dužnina nažloutlá, zlatožlutá, sladká, aromatická, pevná, ale ne křupavá, aromatická, s typickým renetovým aroma. Později, po sklizni, je křehká nebo měkká. Chuť je popisována jako příjemná rovnováha sladkosti a kyselosti, která je doprovázena silnou vůní. Celkový dojem je označován termínem "dokonalá" a "jedinečná". Je …bez dominantní chuť, ale tvoří velké množství asociací různých a vzájemně se doplňujících chutí. Podle pomologů chuť odrůdy 'Coxova reneta' nebyla nikdy předstižena jinou odrůdou.

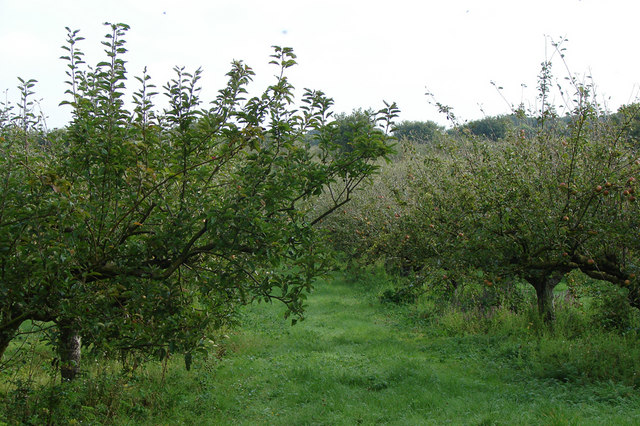
C. reneta, zákrsky

Plod získává svou typickou vůni především pomocí těkavých organických sloučenin butyrát, estery, acetaldehyd, 2-methyl-1-butanol a směsi isobutyrátu. Celkově lze říci, že vědci nalezli 18 různých aromat v dužnině plodu: .. oč později je jablko sklizeno, tím nižší je podíl na celkové titrační kyselosti a vyšší sladkost ovlivňuje chuť plodu.
Plody jsou kulaté až ploše kulovité, vhodné pro konzum i na zpracování.
Odrůda je náročná na skladování, má krátkou trvanlivost, při teplotě nad 2 °C hnědne dužnina. Velké přezrálé plody praskají a jsou málo šťavnaté.

## Choroby a škůdci
Málo odolná k chorobám a škůdcům. Bývá často napadána padlím, středně odolná k strupovitosti, náchylná k praskání plodů, hořké pihovitosti, namrzá ve dřevě a málo odolná proti poškození mrazíky při kvetení, velmi citlivá k postřikům. 

## Podnože
- M 9 – plody na této podnoži jsou zvláště náročně na skladování,[1] odrůda na M 9 rychle stárne
- M 26
- M 7
- MM 106

## Kříženci
Pro vynikající chuťové vlastnosti je Coxova reneta často využívána ke šlechtění. Mezi nejznámější křížence patří:
- Alkmene
- Bláhovo oranžové
- Clivia (odrůda jablek)
- Dukát (odrůda jablek)
- Kidd's Orange
- Šampion (odrůda jablek)
- Švýcarské oranžové